# Pseudophilautus semiruber
Pseudophilautus semiruber là một loài ếch trong họ Rhacophoridae.
đặc hữu của Sri Lanka.